# Josva Simonsen
Josva Evfraim Jonathan Simonsen (* 10. Juli 1901 in Narsarmijit; † 29. November 1981 ebenda) war ein grönländischer Landesrat.

## Leben
Josva Simonsen war der Sohn des Jägers Simon Simonsen (1877–1925) und seiner Frau Gertraut (1883–?). Seine Eltern stammten beide aus der Herrnhuter Brüdergemeine. Er wuchs wie sein Vater als Jäger auf und erhielt mit zehn Jahren sein erstes Kajak. Am 23. September 1922 heiratete er in seinem Heimatort die Hebamme Apollonie Gedionsen (1895–?), Tochter von Isak und Batseba. Das Ehepaar konnte 1962 seinen 40. Hochzeitstag feiern.
Sein Vater war Mitglied des Gemeinderats und saß bei einer Sitzung als Stellvertreter in Grønlands Landsråd. Auch Josva Simonsen wurde politisch aktiv und wurde 1927 erstmals in den Gemeinderat von Aappilattoq gewählt. Ab 1934 war er im Gemeinderat von Nanortalik aktiv. Für die Legislaturperiode von 1939 bis 1945 saß er selbst im südgrönländischen Landesrat, wobei er an der Sitzung 1940 nicht teilnahm. Mit der Verwaltungsreform 1950 wurde er Mitglied im Gemeinderat der neuen Gemeinde Nanortalik. Dort blieb er noch bis 1963 Mitglied. Anschließend war er noch von 1963 bis 1972 Mitglied seines Kirchengemeinderats.
1972 wurde er zum ersten Ehrenbürger von Nanortalik ernannt. Er trug zudem die Kongelige Belønningsmedalje mit Krone. Er starb neun Jahre später in seinem Heimatort Narsarmijit im Alter von 80 Jahren.